# Mathare (Nairobi)
Mathare is een sloppenwijk in Nairobi, Kenia met een bevolkingsaantal van ongeveer 500.000 mensen. De populatie van Mathare Valley alleen bestaat al uit 180.000 mensen.
In 2006 vonden er grote gevechten plaats tussen de rivaliserende bendes van de Luogroep Taliban (niet te verwarren met de Afghaanse Taliban) en de Kikuyugroep Mungiki. Tijdens de clash werden honderden krotten verbrand en kwamen minstens 10 mensen om het leven. Na de omstreden verkiezingen in Kenia van 2007 ontstonden er opnieuw gevechten tussen beide bendes waarbij opnieuw honderden krotten afbrandden.
In Mathare is sinds 1987 de Ontwikkelingshulporganisatie Mathare Youth Sports Association actief. De bond richtte onder meer de profvoetbalclub Mathare United op.